# RRR
RRR es una película dramática de acción épica india en idioma télugu de 2022 dirigido por S. S. Rajamouli, quien escribió la película con V. Vijayendra Prasad. La película, producida por D. V. V. Danayya de DVV Entertainment, está protagonizada por N. T. Rama Rao Jr., Ram Charan, Ajay Devgn, Alia Bhatt, Shriya Saran, Samuthirakani, Ray Stevenson, Alison Doody y Olivia Morris. Se centra en dos revolucionarios indios de la vida real, Alluri Sitarama Raju (Charan) y Komaram Bheem (Rama Rao), y su lucha contra el Raj británico. Ambientada en 1920, la trama explora el período indocumentado de sus vidas cuando ambos revolucionarios optaron por pasar a la oscuridad antes de comenzar la lucha por su país.
Rajamouli encontró historias sobre las vidas de Rama Raju y Bheem y conectó las coincidencias entre ellos, imaginando lo que habría pasado si se hubieran conocido y hubieran sido amigos. La película se anunció formalmente en marzo de 2018. La fotografía principal de la película comenzó en noviembre de 2018 en Hyderabad y continuó hasta agosto de 2021, debido a los retrasos causados por la pandemia de COVID-19. La película se rodó extensamente en toda la India, con algunas secuencias en Ucrania y Bulgaria. La banda sonora y la partitura de fondo de la película están compuestas por MM Keeravani con cinematografía de KK Senthil Kumar y edición de A. Sreekar Prasad. Sabu Cyril es el diseñador de producción de la película, mientras que V. Srinivas Mohan supervisó los efectos visuales.
Realizada con un presupuesto de $72 millones, RRR es la película india más cara hasta la fecha. La película estaba inicialmente programada para su estreno en cines el 30 de julio de 2020, que se pospuso varias veces debido a retrasos en la producción y la pandemia. RRR se estrenó en cines el 25 de marzo de 2022 y recibió elogios universales por las actuaciones del elenco (en particular, Rama Rao y Charan), la banda sonora, las secuencias de acción, la cinematografía, los efectos visuales, la dirección y la escritura. Con ₹240 millones de rupias en todo el mundo en su primer día, RRR rompió el récord de la recaudación más alta en el día de estreno obtenida por una película india. RRR emergió como la película más taquillera en su mercado local de Andhra Pradesh y Telangana, superando a la anterior película de Rajamouli, Baahubali 2: The Conclusion. La película recaudó entre 1150 y  (entre 150 y 160 millones de dólares estadounidenses) en todo el mundo, estableciendo varios récords de taquilla para una película india, incluida la tercera película india más taquillera. RRR está nominado en tres categorías en la 47.ª edición de los Premios Saturn, que incluyen Mejor Película de Acción/Aventura, Mejor Película Internacional y Mejor Director.

## Argumento
En 1920, durante el Raj británico, el administrador tiránico Scott  y su sádica esposa Catherine visitan un bosque en Adilabad, donde secuestran a la fuerza a Malli, una joven con talento para el arte, de la tribu Gond. Enfurecido por el acto, el guardián de la tribu, Komaram Bheem, se embarca a Delhi con la intención de rescatarla, bajo la apariencia de un musulmán llamado Akhtar. En otra parte, el Nizamate de Hyderabad, simpatizante del Raj, advierte a la oficina de Scott del peligro inminente. Sin inmutarse, Catherine solicita la ayuda de A. Rama Raju, un ambicioso oficial de la Policía Imperial India para sofocar la amenaza. Al embarcarse en su nueva misión, Raju y su tío, Venkateswarulu, asisten a varias reuniones a favor de la independencia con la esperanza de encontrar pistas. Sus opiniones atraen la atención de Lachhu, el crédulo ayudante de Bheem.
Cayendo en el engaño de Raju, intenta introducirlo en el complot de Bheem, solo para huir cuando descubre su verdadera identidad. Poco tiempo después, tanto Bheem como Raju se encuentran; Sin darse cuenta de sus identidades e intenciones opuestas, se unen para salvar a un niño de un accidente de tren, lo que genera una amistad entre los dos. Con el tiempo, los dos crecen cerca uno del otro. Posteriormente, Raju ayuda a Bheem a cortejar a Jenny, la sobrina de Scott, sin darse cuenta de su intención de infiltrarse en la residencia de Scott. Mientras asiste a una fiesta allí a instancias de Jenny, Bheem descubre que Malli está en cautiverio; posteriormente jura liberarla. Mientras tanto, Raju deduce la identidad y el paradero encubiertos de Lachhu; posteriormente lo aprehende. Mientras lo interroga, Lachhu incita a un krait anillado a atacar a Raju; a partir de entonces, le advierte de su destino inminente y que el antídoto solo lo conocen los Gond.
Aturdido, Raju se acerca a Bheem, quien inmediatamente lo atiende. Al darse cuenta de características religiosas similares entre Lachhu y Bheem, Raju deduce sus verdaderas intenciones. Independientemente, Bheem divulga su identidad tribal y su misión, aún sin darse cuenta de la identidad encubierta de Raju. En un evento realizado en honor de Scott, los hombres de Bheem irrumpen en su residencia con un camión lleno de animales salvajes, lo que causa estragos entre los invitados reunidos. Los animales mutilan a los guardias de Scott, lo que le permite a Bheem pelear brevemente; sin embargo, Raju llega y posteriormente le revela la intención de Scott de matar a Malli; se entrega por obligación. A raíz del incidente, Raju es ascendido por frustrar a Bheem, sin embargo, está absorto en la culpa por sus propias acciones, recordando su propio trasfondo pronacionalista y su alter ego real como un topo dentro de la policía.
En la flagelación pública de Bheem, Raju intenta persuadirlo para que se retracte de sus acciones; el primero elige ser azotado en su lugar. Resistiendo sus heridas, Bheem canta desafiante, lo que incita a una multitud reunida a rebelarse. El motín ilumina aún más a Raju, quien finalmente se da cuenta de la imprudencia de sus acciones. Decidido a salvar a su amigo, persuade a Scott para que ejecute en secreto a Bheem mientras prepara una emboscada para salvarlo; sin embargo, Scott deduce su trama. Mientras logra rescatar a Malli de los hombres de Scott, Raju resulta gravemente herido. Bheem, que había logrado liberarse simultáneamente, interpreta erróneamente las acciones de Raju como un intento de matar a Malli; él lo golpea antes de escapar con ella. Meses después, Bheem, que había escapado con Malli a Hathras, es acorralado por las autoridades coloniales; evita por poco ser expuesto cuando Sita, la prometida de Raju, los repele alegando una viruela endémica como pretexto.
Sin darse cuenta de la identidad de Bheem, revela los objetivos anticoloniales reales de Raju y su ejecución inminente. Abatido al darse cuenta de su propia locura, Bheem jura salvarlo. Con la ayuda de una comprensiva Jenny, Bheem se infiltra en el cuartel donde está detenido Raju y lo libera, alertando a varios soldados en el proceso. Al derrotarlos, la pareja se retira a un bosque cercano, donde diezman a más soldados con el uso de un arco largo tomado de un santuario Ram. Llevando la pelea a Scott, la pareja arroja una motocicleta en llamas a las revistas de los cuarteles, que en consecuencia se enciende. La explosión posterior mata a muchos dentro de la compañía de Scott, incluida Catherine. Habiendo finalmente arrinconado a Scott herido, Raju hace que Bheem lo ejecute con un rifle inglés, cumpliendo sus respectivos objetivos. Posteriormente, roban un alijo del armamento de Scott y luego se reúnen con Sita y Jenny.

## Reparto
- N. T. Rama Rao Jr. como Komaram Bheem, un Gond líder tribal de Telangana que luchó contra los Nizam de Hyderabad por la liberación del estado de Hyderabad
- Ram Charan como Alluri Sitarama Raju, un líder revolucionario de Andhra Pradesh que emprendió una campaña armada contra el British Raj
  - Varun Buddhadev como El joven Alluri Sitarama Raju
- Ajay Devgn como Venkata Rama Raju, el padre de Rama Raju
- Alia Bhatt como Sita, prima y prometida de Rama Raju
  - Spandan Chaturvedi como Young Sita
- Shriya Saran como Sarojini, la madre de Rama Raju
- Samuthirakani como Venkateswarulu
- Ray Stevenson como El gobernador Scott Buxton
- Alison Doody como Catherine Buxton
- Olivia Morris como Jennifer «Jenny»
- Chatrapathi Sekhar como Jangu, el compañero de Bheem
- Makarand Deshpande como Peddanna, la compañera de Bheem
- Rajeev Kanakala como Venkat Avadhani, asesor especial del Nizam
- Rahul Ramakrishna como Lachu
- Edward Sonnenblick como Edward
- Ahmareen Anjum como Loki, la madre de Malli
- Twinkle Sharma como Malli
- Chakri como Chinna, hermano de Rama Raju
- S. S. Rajamouli como él mismo en la canción «Etthara Jenda» (aparición especial)

## Producción

### Desarrollo
En octubre de 2017, en una entrevista con Variety, SS Rajamouli anunció dos proyectos después de Baahubali 2: The Conclusion (2017) con los productores DVV Danayya de DVV Entertainment y KL Narayana. Rajamouli priorizó su trabajo en la primera, que se promocionaba como una película de drama social, y a la que seguiría la producción de Narayana con el actor Mahesh Babu. En noviembre de 2017, Rajamouli compartió una foto con NT Rama Rao Jr. y Ram Charan a través de sus cuentas de redes sociales, insinuando su inclusión en la película.
La película se anunció oficialmente en marzo de 2018, con el título provisional RRR, una abreviatura de Rajamouli, Ram Charan y Rama Rao. Más tarde se confirmó que el título provisional RRR era el título oficial de la película, ya que Rajamouli sintió que un título universal en todos los idiomas era esencial para una película de tal escala. El padre de Rajamouli, V. Vijayendra Prasad, contó la historia original y Rajamouli escribió el guion de la película, en la que trabajó durante seis meses. En septiembre de 2018, se contrató al escritor Sai Madhav Burra para los diálogos de la película en el idioma principal (télugu), mientras que los diálogos en otras versiones fueron escritos por Madhan Karky (tamil), Varadaraj Chikkaballapura (canarés), Mamkombu Gopalakrishnan (malabar), y Riya Mukherjee (hindi). Rajamouli retuvo a varios técnicos de sus proyectos anteriores. El equipo está formado por MM Keeravani como director musical, KK Senthil Kumar como director de fotografía, A. Sreekar Prasad como montador de cine, Sabu Cyril como diseñador de producción, V. Srinivas Mohan a cargo de la supervisión de efectos visuales y Rama Rajamouli como el diseñador de vestuario. Nick Powell fue el director de acrobacias de la película y se encargó de la coreografía de las secuencias de acción culminantes de la película. Antes del inicio de la producción cinematográfica, tanto Rama Rao como Charan habían asistido a un taller especial a mediados de noviembre de 2018, con el fin de entrenar física e intensamente para sus papeles en la película.
RRR es una historia completamente ficticia que incorpora las vidas de dos revolucionarios indios de la vida real, a saber, Alluri Sitarama Raju y Komaram Bheem, que lucharon contra el Raj británico y el Nizam de Hyderabad, respectivamente. Charan interpreta a Rama Raju mientras que Rama Rao interpreta a Komaram Bheem. La trama explora su estadía en Delhi en la década de 1920 antes de comenzar la lucha por su país. Rajamouli declaró que hubo una coincidencia entre los dos líderes tribales telugu y los acontecimientos que los rodearon.

Cuando leí sobre Alluri Sitarama Raju y Komaram Bheem, fue emocionante saber que su historia es similar. Nunca se conocieron. ¿Y si se hubieran conocido? ¿Y si se hubieran inspirado el uno en el otro? De eso se trata RRR. Es completamente ficticio. La película está montada a una escala muy grande. Tuvimos que investigar mucho para ello. Conocer los disfraces, su dialecto, su forma de vida y por eso nos tomó tanto tiempo juntarnos.
S. S. Rajamouli

En marzo de 2019, Rajamouli reveló que la idea central de la película provino de Diarios de motocicleta (2004), diciendo que estaba fascinado por «cómo un personaje llamado Che se transforma en un revolucionario llamado Guevara y he estructurado los personajes de mis protagonistas en torno a un punto común en líneas similares». En diciembre de 2021, en una reunión de prensa en Chennai, Rajamouli señaló: «Inglourious Basterds es una de las mayores inspiraciones en lo que respecta a mis películas, específicamente RRR. Me quedé impactado cuando Hitler muere en la película, y cómo la película lo presenta como una gran sorpresa».

### Selección del reparto
En marzo de 2019, Rajamouli finalizó el elenco. La película marca el debut en telugu de Ajay Devgn y Alia Bhatt. Bhatt se emparejó con Charan en el papel de Sita, mientras que Devgn tendría un cameo extendido. El actor tamil Samuthirakani fue contratado para desempeñar un papel crucial. La actriz británica Daisy Edgar-Jones firmó para formar pareja con Rama Rao, sin embargo, dejó el proyecto en abril de 2019 citando motivos personales. Olivia Morris fue elegida como su reemplazo en noviembre de 2019. El mismo mes, el actor de Hollywood Ray Stevenson de Thor, fue elegido como el antagonista principal Scott, con Alison Doody para interpretar a Lady Scott. Chakri, Varun Buddhadev y Spandan Chaturvedi fueron los niños artistas de la película.
En una entrevista con Deadline Hollywood, Rama Rao dijo que habían llevado a cabo una gran investigación para retratar a sus personajes en la pantalla. Lo pusieron en un programa de entrenamiento de 18 meses para lograr la apariencia física adecuada. Hans India informó en marzo de 2019 que Devgn aparecerá en la segunda mitad de la película durante los episodios de flashback. Los informes afirmaron que Keerthy Suresh y Priyamani fueron contactados para un papel en la película, antes de que Shriya Saran confirmara su papel junto a Devgn en junio de 2020. Rahul Ramakrishna, Chatrapathi Sekhar y Rajeev Kanakala están elegidos para otros papeles secundarios.
En junio de 2020, Bhatt fue trolleada por los internautas tras la muerte de Sushant Singh Rajput, donde fue acusada de nepotismo. Algunos fanáticos también llamaron para reemplazar a Bhatt en RRR. Sin embargo, Bhatt negó la noticia de que dejó la película y fue reemplazada por Priyanka Chopra, y se unió al reparto en diciembre de 2020. Aprendió a hablar télugu para la película.

### Diseño
Sabu Cyril se desempeñó como diseñador de producción de RRR. Antes de comenzar el primer programa de rodaje, el equipo había construido un escenario en una fábrica de aluminio ubicada en Hyderabad, para filmar una secuencia de acción. Se construyó una casa manduva para los actores y técnicos de cine. El set de fábrica de aluminio diseñado fue considered the major filming location donde se llevó a cabo el primer horario de rodaje de la película. En junio de 2020, se informó que ₹18 millones de rupias se gastó en un set que replicaba un pueblo completo en Gandipet, donde el equipo planeó filmar las secuencias en este lugar después del confinamiento por la pandemia de COVID-19. Se recreó un decorado que se asemejaba a la Delhi del siglo XX en Ramoji Film City, donde el equipo se había sometido a un extenso programa de acción durante 50 días, que incluía rodajes nocturnos. El equipo de dirección de arte construyó otro gran plató para la sesión de una canción con Charan y Bhatt. Se informó que la canción replicaba el período de la década de 1920 y tenía un toque histórico. El video musical promocional de la película titulado «Dosti» se filmó en julio de 2021, en un escenario especialmente construido en Annapurna Studios, diseñado por Sabu Cyril y photographed by Dinesh Krishnan.

### Fotografía principal
El evento de lanzamiento de la película con una ceremonia de puja se llevó a cabo el 11 de noviembre de 2018, y contó con la asistencia de destacadas personalidades de la industria cinematográfica telugu, incluidos Prabhas y Rana Daggubati, que habían trabajado con Rajamouli en la franquicia Baahubali. La fotografía principal de la película comenzó el 19 de noviembre de 2018 en Hyderabad en un escenario especialmente erigido en una fábrica de aluminio en el lugar. Es la primera película india filmada con lentes Arri Alexa LF y Arri Signature Prime. El calendario de filmación se completó el 6 de diciembre de 2018. El equipo se tomó un breve descanso antes de comenzar la segunda programación de la película el 21 de enero de 2019 en Ramoji Film City en Hyderabad. Una secuencia de acción que consta de 1000 artistas fue filmada durante febrero de 2019. Se filmó un programa extenso en Vadodara durante 10 días en marzo de 2019. Se planeó otro horario en Pune, Maharashtra, sin embargo, se suspendió luego de la lesión de Charan en los sets. Rama Rao también se enfrentó a una lesión menor en los sets, lo que provocó que el equipo se tomara un descanso durante el programa. Según los informes, la escena de presentación de Ram Charan se filmó durante 32 días.

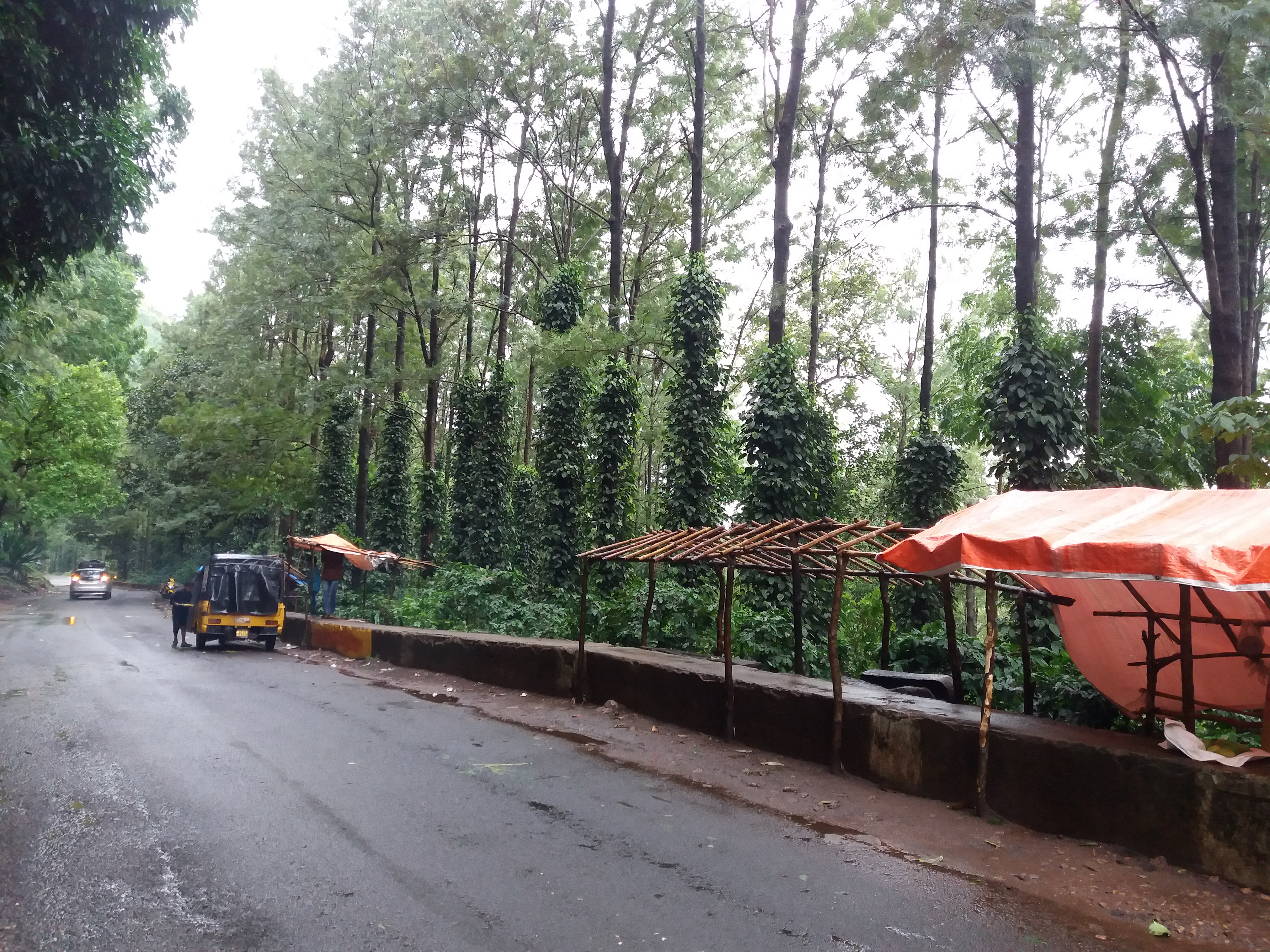
Valle de Araku, donde se rodaron las partes de la película, incluidas las escenas iniciales.

Después de su recuperación, se filmó una secuencia de acción con Charan, Rama Rao y 2000 artistas jóvenes, supuestamente a un costo de más de ₹45 millones de rupias (US $5,6 millones). Las secuencias introductorias de Rama Rao y Charan le costaron a la producción más de ₹40 millones de rupias, una suma considerada superior al presupuesto total de muchas pequeñas películas indias. En agosto de 2019, la producción se dirigió a Bulgaria para filmar el segundo programa donde el equipo filmó escenas cruciales con Rama Rao. El rodaje se estancó en octubre de 2019 porque Rajamouli tuvo que asistir a una proyección de Baahubali: The Beginning (2015) en el Royal Albert Hall de Londres.
En noviembre de 2019, two key sequences y una canción con Rama Rao y Charan fueron filmados en Ramoji Film City. El identificador oficial de las redes sociales de la película tuiteó que el 70% del rodaje de la película había terminado en noviembre. Rama Rao se dirigió al área forestal del Templo Modakondamma en la carretera Paderu – Araku para filmar una secuencia de 5 días en diciembre de 2019.  En enero de 2020, Charan comenzó a filmar la película en la región forestal de Vikarabad, donde se filmó una extensa sesión nocturna durante una semana. Ajay Devgn se unió al cronograma de rodaje de la película el 21 de enero de 2020 and wrapped his portions during February. La película se detuvo debido a la pandemia de COVID-19 en marzo de 2020. Después de que los gobiernos de Andhra Pradesh y Telangana concedieran permiso para reanudar el rodaje durante junio de 2020, se planeó un rodaje de prueba de 2 días, pero se detuvo tras el aumento de casos de COVID-19 en Hyderabad. La filmación se reanudó a principios de octubre de 2020 luego del confinamiento por la pandemia de COVID-19 en India, y Rajamouli filmó el avance promocional de la película, titulado «Ramaraju for Bheem», durante este horario. Cumpliendo con las restricciones sociales relacionadas con la pandemia, la unidad de producción se alojó en un hotel en Madhapur y se les prohibió entrar en contacto con personas ajenas a la producción.
A fines de octubre, el equipo grabó tomas nocturnas para la película y las imágenes fijas fueron reveladas por los identificadores oficiales de las redes sociales para la película bajo el lema #RRRDiaries. Las secuencias de acción, que duraron 50 días, se completaron a fines de noviembre de 2020. Luego, la producción se mudó a Mahabaleshwar para filmar un programa muy breve a principios de diciembre de 2020, y terminado en 5 días. La producción luego se trasladó a Ramoji Film City en Hyderabad para seguir filmando. Alia Bhatt comenzó a filmar sus partes en Hyderabad en diciembre de 2020, durante las cuales se filmaron escenas clave que la involucraban. La filmación de las escenas culminantes comenzó en enero de 2021. El director de acción Nick Powell coreografió algunas secuencias de guerra culminantes en marzo de 2021. Durante el mismo mes se llevó a cabo una sesión especial de canciones con Charan y Bhatt. Aunque la filmación se detuvo nuevamente debido a la segunda ola de COVID-19, se reanudó en junio de 2021. En junio de 2021, los creadores anunciaron que, a excepción de dos canciones, la filmación se completó y Charan y Rama Rao habían completado su trabajo de doblaje en dos idiomas, y habían completado las partes sonoras de la película. En agosto de 2021, la programación final de la película tuvo lugar en Ucrania. La canción «Naatu Naatu» fue filmada durante el horario en Kiev. A excepción de algunos disparos, todo el rodaje se completó el 26 de agosto de 2021. En un artículo publicado en marzo de 2022, por News18, se informó que al menos 3000 técnicos han trabajado en RRR, mientras que nueve codirectores también contribuyeron a la película. Se necesitaron más de 300 días para completar el rodaje de la película. Se habían asignado alrededor de 75 días para filmar las secuencias de acción y en la película participaron 40 luchadores de otros países. También se contrataron al menos 2500 tripulantes de Londres. También se utilizaron lugares en el extranjero, incluidos los Países Bajos, para filmar algunas secuencias importantes.
RRR comenzó con un presupuesto de entre ₹350 millones de rupias (US $49,7 millones) y ₹400 millones de repius (US$56,8 millones) en 2019. Sin embargo, el presupuesto se sobrepasó en alrededor de ₹150 millones de rupias debido a los retrasos causados por la pandemia de COVID-19, con el presupuesto final de la película estimado en ₹550 millones de rupias, lo que convierte a RRR en la película india más cara en el momento de su estreno. En marzo de 2022, según la solicitud del productor al gobierno de Andhra Pradesh para aumentar el precio de las entradas, el presupuesto de la película fue ₹336 millones de rupias (US$42 millones) excluyendo el Impuesto sobre Bienes y Servicios y las remuneraciones del director y elenco estelar.

### Posproducción
La posproducción de la película comenzó simultáneamente con el cierre y la continuación de la producción cinematográfica. El proceso de doblaje comenzó en abril de 2020, con Rama Rao y Charan doblando sus partes de la película desde sus hogares y, por lo tanto, siendo las primeras personas en hacerlo. Ambos actores dieron voces en off para los teasers de presentación del otro. En junio de 2021, los productores de la película informaron que ambos actores habían completado el doblaje de la película. El 26 de agosto de 2021, una vez finalizado el rodaje, la película entró en una extensa fase de posproducción. Con tres años ya invertidos en la película, la decisión de Rajamouli de dedicar menos tiempo a la postproducción en comparación con sus otras películas se debió a compromisos futuros, aumento de los costos de producción y aplazamientos de filmación causados por las restricciones de COVID-19. Los trabajos de doblaje se completaron a fines de octubre de 2021. Tanto Rama Rao como Charan doblaron sus líneas a cuatro idiomas para la película, a saber, telugu, tamil, hindi y kannada.
Srinivas Mohan es el supervisor de efectos visuales de la película, junto con Framestore y Moving Picture Company (MPC), el principal estudio de efectos visuales de la película. Alzahra VFX, NY VFXWaala, Redefine, Knack Studios, Makuta VFX, Digital Domain, Rhythm and Hues Studios, Method Studios, Rodeo FX, Technicolor VFX, Legend3D, The Third Floor, Inc, Clear Angle Studios, Halon Entertainment, 4DMax y Cinesite, entre otros, son responsables de algunos de los otros efectos visuales de la película. En una entrevista, Mohan habló sobre la utilización de previsualización, gammage , escaneo lidar y tecnología de etapa de luz en la película. Se llevó a cabo un extenso trabajo de efectos visuales durante más de seis meses durante el proceso de posproducción.
La copia final de la película estuvo lista a fines de noviembre de 2021 y se envió a la Junta Central de Certificación de Películas (CBFC) ese mes. El 9 de diciembre de 2021, la película recibió un certificado U/A de la Junta de Censura, con una duración final de 187 minutos.

## Temas e influencias
RRR trata sobre una «amistad imaginaria entre dos superhéroes», según Rajamouli. Ha dicho que la bifurcación de Andhra Pradesh, su estado natal, también tuvo un impacto en la concepción de la película. «Pensé que Komaram Bheem es de la región de Telangana y Alluri Sitarama Raju es de la región de Andhra. Entonces, si puedo unir a esos dos héroes, es mi forma de decir que somos uno, que no estamos separados», dijo Rajamouli a Variety luego del estreno de la película.
RRR toma prestado de las dos principales epopeyas mitológicas hindúes de la India: Ramayana y Mahabharata. Los dos protagonistas de la película, Alluri Sitarama Raju y Komaram Bheem, que se basan en personalidades de la vida real, también siguen el modelo de sus homónimos de la mitología hindú. Rama Raju comparte las cualidades del ágil y hábil Rama del Ramayana, mientras que Komaram Bheem es equivalente al musculoso e inamovible Bhima del Mahabharata. Al igual que Rama Raju y Komaram Bheem, Rama y Bhima nunca se encontraron en la mitología. El secuestro de Sita, que es el tema central de Ramayana, se desarrolla a la inversa en RRR, con Rama Raju siendo capturada luego de una serie de eventos. Komaram Bheem (que también sigue el modelo de Hánuman), lleva un mensaje de Sita y salva a Rama Raju.
Manoj Kumar de The Indian Express escribió que, a diferencia de otras películas de Rajamouli, RRR aborda asuntos mundanos como «el racismo, la historia compartida de la lucha por la libertad entre diferentes comunidades y la necesidad de la hermandad interreligiosa». The Times of India publicó un artículo en abril de 2022 sobre cómo las películas panindias como RRR promueven la violencia. Hablando sobre el tema, el escritor V. Vijayendra Prasad dijo que RRR mostró acción según la historia y la era en la que se desarrolla, no violencia.
Kaveree Bamzai de la revista Open escribe esto sobre el ataque de Bheem al palacio del gobernador: «Los animales, desde tigres hasta ciervos, se desbocan y destrozan al enemigo. Es a la vez una metáfora y una declaración. Una metáfora de la militarización de la Tierra, un presagio del cambio climático y una declaración sobre la forma de vida tribal en la que el ser humano se disculpa con la bestia por aprovecharse de ella». Señaló que la narración en capas de la película que enfatiza las dos formas en conflicto en las que Ram y Bheem luchan por la libertad de la India es un tema apropiado para volver a visitar en el año 75 posterior a la independencia de la nación. También señala: «La lucha contra los británicos se muestra tan plural como lo fue la verdadera lucha por la libertad. Bheem, de hecho, pasa gran parte de la película disfrazado de mecánico musulmán, Akhtar, y una familia en Delhi le da cobijo. En la película no se complace al sistema establecido, un sello distintivo de la mayoría de las películas que surgen actualmente en Bollywood».
T. Navin de Countercurrents.org señala: «La amistad que se desarrolla entre Ram y Bheem (como Akhtar) al intentar rescatar a un niño es una de hermandad humana. Se muestra a personas de todas las religiones y regiones participando en su lucha común contra los británicos. La película construye la idea del amor entre las religiones, la camaradería de las personas que luchan y promueve la idea de la inclusión».
Katie Rife de Polygon en su reseña de la película, sintió que la traición, la lealtad y el legado son los temas principales de la película. Además, opinó que «RRR es relativamente ligero en música y romance, y dedica gran parte de su tiempo de pantalla al espectáculo visual, la acción gonzo y el fervor patriótico. La dinámica entre Bheem y Raju tiene matices del bromance machista de las películas de John Woo de los 80, hasta que la película se transforma en un equipo de superhéroes». MensXP en su artículo elogiando a Rajamouli, opinó que la fuerte representación del heroísmo en la película fue una de las razones clave del éxito de la película.

## Controversia

### Inexactitudes históricas
Akash Poyum, un investigador de la comunidad Gond que escribe para The Caravan, escribió que la representación de la película de Komaram Bheem como un «noble salvaje» a quien un civilizado Rama Raju educa sobre la opresión, contradice los relatos históricos. Encontró que la escena, en la que Rama Raju le da a Bheem una bandera blanca con el lema «Jal, Jangal, Zameen» escrito en ella, es ilustrativa de la apropiación de los símbolos de Gond en la película. Señaló que Bheem fue descrito por el etnólogo austriaco Christoph von Fürer-Haimendorf «como un joven inteligente capaz de leer y escribir» y que el eslogan se atribuye a Bheem. También señaló que el nombre Bheem en la comunidad de Gond proviene de Bheemal Pen, un espíritu.
En un artículo para The Spectator, el historiador británico Robert Tombs criticó lo que percibió como la inexactitud histórica de la película en su descripción del Raj británico, que se exagera como crueles opresores (especialmente la del gobernador Buxton y su esposa). Describió su opinión de que «RRR complace al nacionalismo hindú reaccionario y violento que está llegando a dominar la cultura y la política indias, avivado por el gobierno de Modi». El artículo se volvió viral en las redes sociales y muchos usuarios indios lo describieron como una negación de las atrocidades cometidas por el Raj. Lavanya Vemsani, profesora de historia en la Universidad Estatal de Shawnee, y el guionista Aniruddha Guha criticaron la pieza en Twitter. Pooja Pillai de The Indian Express argumentó que «[e]xigir que un artista principal también sea históricamente preciso es un juego de tontos», y Rajamouli había dicho de antemano que no hay hechos históricos en su película, solo imaginación.

### Política
Cuando se lanzó el tráiler, muchas organizaciones hindúes de derecha y bjp se ofendieron con Jr NTR usando una gorra de calavera. El presidente del estado de Telangana BJP y el diputado de Karimnagar, Bandi Sanjay Kumar, habían amenazado al director SS Rajamouli con violencia y también lo amenazaron con incendiar todos los cines donde se muestra la película.

## Música
El primo mayor de Rajamouli y colaborador habitual, MM Keeravani, compuso la partitura y la banda sonora de la película. Los derechos de audio de la película se compraron por ₹25 millones de rupias, de Lahari Music y T-Series, que fue un precio récord para un álbum del sur de la India. Lahari Music distribuyó la banda sonora en todos los idiomas del sur de la India, mientras que T-Series comercializa la banda sonora en hindi.
La banda sonora consta de siete canciones originales compuestas por Keeravani, a saber, «Dosti», «Naatu Naatu», «Janani», «Komuram Bheemudo», «Raamam Raaghavam», «Etthara Jenda» y «Komma Uyyala». Las letras están escritas por Sirivennala Seetharama Sastry, Chandrabose, Keeravaani, Suddala Ashok Teja, K. Shiva Dutta y Ramajogayya Sastry.

## Marketing

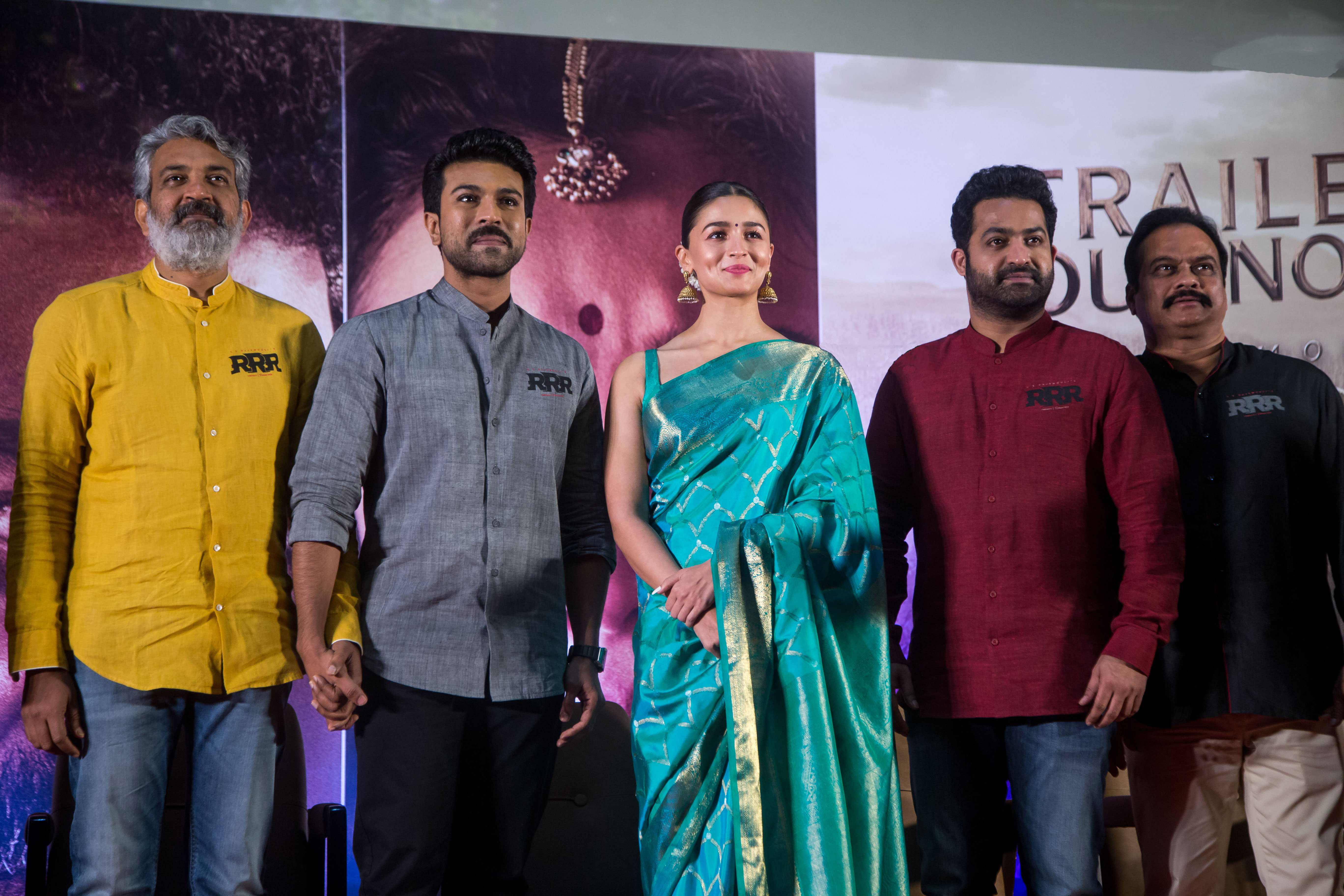
De izquierda a derecha: Rajamouli, Charan, Bhatt, Rama Rao y Danayya en el evento de lanzamiento del tráiler de la versión tamil de la película en Chennai, Tamil Nadu.

Los cineastas invitaron a los fanáticos a participar en un concurso de nombres enviando sus sugerencias para el título de RRR en varios idiomas. El 25 de marzo de 2020, se revelaron los títulos de RRR en varias versiones: Raudraṁ Raṇaṁ Rudhiraṁ en télugu, Rattam Raṇam Rauttiram en tamil, Raudra Raṇa Rudhira en canarés, Rudhiram Raṇam Raudhram en malabar (todos los cuales se traducen a 'Rabia, guerra, sangre') y Rise Roar Revolt en versión hindi.
El identificador oficial de redes sociales para la película se lanzó durante el anuncio de la película. Durante la segunda ola de COVID-19, el equipo de filmación convirtió el identificador oficial en una línea de ayuda de COVID-19 que ofrece información sobre la disponibilidad de servicios de emergencia en los estados de habla télugu, así como consejos de seguridad. En agosto de 2021, el equipo anunció que Rama Rao administraría el identificador oficial de Instagram para la película. En octubre de 2021, PVR Cinemas anunció que más de 850 de sus pantallas se renombrarían como «PVRRR» hasta el estreno y ejecución de la película. Ese mismo mes, Rajamouli y el equipo de PVR dieron a conocer el logotipo renombrado de la empresa. Después del lanzamiento de la canción «Naatu Naatu» en noviembre de 2021, el paso de gancho coreografiado por Prem Rakshith e interpretado por Charan y Rama Rao en el video musical se volvió viral. Muchos han recreado el paso del gancho grabándose bailando la canción y publicando sus videos en las redes sociales.
El 22 de octubre de 2020, se lanzó un avance, titulado «Ramaraju for Bheem», coincidiendo con el 119 aniversario del nacimiento de Komaram Bheem. Se desató una controversia sobre la interpretación del personaje de Bheem. En el video, se ve a Rama Rao con una gorra de calavera, aplicándose kohl en los ojos y apareciendo vestido como un hombre musulmán. Miembros de la comunidad tribal de Adilabad y algunos internautas se han opuesto a esta representación de un líder adivasi de la tribu Gond, como hombre musulmán. En noviembre de 2020, durante una campaña de elecciones parciales en Dubbaka, el presidente de Telangana del partido Bharatiya Janata, Bandi Sanjay Kumar, advirtió a Rajamouli y amenazó con que su cuadro destrozaría los teatros y sus propiedades si tenía la intención de herir los sentimientos de hindúes. Más tarde, en una entrevista con Anupama Chopra Film Companion en julio de 2021, el escritor Vijayendra Prasad aclaró sobre la aparición de Bheem en la película y dijo: «Está siendo cazado por el Nizam de Hyderabad. Entonces, está tratando de escapar de la gente de la policía de Nizam. Entonces, ¿Cuál es el mejor camuflaje? Simple. Él está jugando a un niño musulmán en ese momento para que no sea atrapado».
El tráiler oficial estaba inicialmente programado para ser lanzado el 3 de diciembre de 2021, pero fue pospuesto y lanzado el 8 de diciembre de 2021 en cinco idiomas, incluido el telugu. Se llevaron a cabo eventos de lanzamiento de tráiler para las cinco versiones de la película en Bombay (hindi), Chennai (tamil y malabar), Bangalore (canarés) y Hyderabad (télugu). Al revisar el tráiler, The Times of India citó «La piel de gallina sobrecargada». Alabando el corte del tráiler, The Hindu declaró que «SS Rajamouli promete otra epopeya para la historia». Al elogiar el trabajo de Rajamouli, Hindustan Times lo llamó «una experiencia teatral épica». Roktim Rajpal de Deccan Herald señaló que la película tiene una historia universal y también sintió que es una «multiprotagonista perfecta» al compararla con la película épica de 1957 Mayabazar.
El 19 de diciembre de 2021, se llevó a cabo un evento previo al estreno en Gurukul Ground cerca de Film City en Mumbai para promocionar la versión hindi de la película. Organizado por Karan Johar, el equipo invitó a Salman Khan como invitado principal. Los derechos de transmisión de televisión para el evento fueron adquiridos por Zee Network. Fue transmitido por Zee TV, Zee Cinema y Zee Cinemalu el 31 de diciembre de 2021. Al día siguiente, se puso a disposición en YouTube. Para promover la versión tamil de la película, se llevó a cabo un evento previo al lanzamiento el 27 de diciembre de 2021 en Chennai Trade Center, Chennai. Udhayanidhi Stalin y Sivakarthikeyan fueron los principales invitados del evento. El 29 de diciembre de 2021, el equipo participó en el evento de prelanzamiento de la versión malayalam que se llevó a cabo en Thiruvananthapuram, Kerala. Tovino Thomas fue el principal invitado del evento. Poco después, se pospusieron el estreno de la película y las actividades promocionales. Los productores de la película enfrentaron una pérdida de entre ₹18 millones de rupias y ₹20 millones de rupias en promociones, ya que el estreno de la película se retrasó nuevamente debido al COVID-19.
Después de que se anunció la fecha de estreno final de la película a fines de enero de 2022, se reiniciaron las promociones y el marketing de la película. Al principio, se lanzó un video musical «Etthara Jenda» (en télugu) como RRR Celebration Anthem el 14 de marzo de 2022. La canción presentaba a Rama Rao, Ram Charan y Alia Bhatt elogiando a los luchadores por la libertad de varias regiones de la India. Según The Times of India, Bhuvan Bam fue contratado para ser parte de las promociones de la película a fines de 2021. Posteriormente, en marzo de 2022 se publicó un video en el canal de YouTube de Bhuvan Bam, en el que entrevista a Rajamouli, Rama Rao y Ram Charan como parte de su programa Titu Talks.
Poco después, el equipo ha planeado una gira promocional por nueve ciudades en seis días a partir del 18 de marzo de 2022 hasta el 23 de marzo de 2022. El primer día de la gira, el equipo, que incluía a Rajamouli, Rama Rao y Ram Charan, se dirigió a Dubái para participar en un evento celebrado en el Centro de Exposiciones de Dubái en el Pabellón Indio (como parte de la Expo 2020 ). Al día siguiente, el equipo regresó a India y asistió a una conferencia de prensa en Bangalore. El mismo día, para promover las versiones de la película en télugu y canarés, se llevó a cabo un evento previo al estreno en Agalagurki en el distrito de Chikkaballapura de Karnataka. Fue organizado por la empresa de distribución de la película en Karnataka, KVN Productions. El primer ministro de Karnataka, Basavaraj Bommai, fue el principal invitado del evento. Los otros invitados del evento fueron Shiva Rajkumar y Kanyaboyina Sudhakar (MLA de Chikballapur y ministro de Salud de Karnataka). Suma Kanakala y Anushree han organizado el evento. Al día siguiente, el equipo recorrió Baroda y Delhi. Al principio, el equipo visitó la Estatua de la Unidad, convirtiéndola en la primera película en visitar para promociones. El mismo día, el distribuidor de películas en hindi, Jayantilal Gada, llevó a cabo un evento en el Hotel Imperial de Nueva Delhi, donde el elenco y el equipo interactuaron con los medios y los fanáticos. Aamir Khan fue el principal invitado del evento. En el quinto día, el equipo recorrió Calcuta y Benarés. El equipo visitó el puente Howrah en Kolkata e interactuó con los medios locales para promocionar su película en la región, luego realizó el Ganga aarti en Varanasi.

## Lanzamiento

### Teatral
RRR estaba programado para tener estrenos especiales en India y Estados Unidos el 24 de marzo de 2022 antes de su estreno mundial en cines el 25 de marzo. Anteriormente, estaba programado para estrenarse en cines el 30 de julio de 2020. Sin embargo, en febrero de 2020, la fecha de lanzamiento se revisó al 8 de enero de 2021, una semana antes del festival Sankranti (14 de enero de 2021). Debido al bloqueo por la pandemia de COVID-19, que provocó la interrupción de la producción, el estreno de la película se suspendió. Rajamouli dijo que la nueva fecha de lanzamiento se confirmaría después de la finalización del rodaje. En la víspera del Día de la República (25 de enero de 2021), se anunció la fecha de estreno del 13 de octubre de 2021, coincidiendo con la víspera del fin de semana de Dussehra La fecha de estreno se pospuso nuevamente, citando restricciones teatrales en todo el mundo debido a la segunda ola de COVID-19 y sus secuelas.
A principios de octubre de 2021, la fecha de estreno en cines se cambió al 7 de enero de 2022, antes del festival Sankranthi. Sin embargo, una semana antes del estreno, los productores de la película anunciaron que el estreno de la película se pospondría indefinidamente debido al creciente número de casos de COVID-19, alimentados por la variante SARS-CoV-2 Ómicron. A mediados de enero se anunciaron dos fechas tentativas de lanzamiento a la espera de la situación de pandemia: 18 de marzo de 2022 y 28 de abril de 2022. Más tarde, los productores finalizaron una fecha de lanzamiento del 25 de marzo de 2022. La película estaba destinada a estrenarse en télugu junto con las versiones dobladas en hindi, tamil, malabar, canarés y otros idiomas indios y extranjeros en formatos 2D, 3D e IMAX. Es la primera película india que se estrena en formato Dolby Cinema.
En enero de 2022, se presentó un litigio de interés público (PIL) en el Tribunal Superior de Telangana para restringir el lanzamiento de la película, alegando que la película distorsiona la historia de Alluri Sita Rama Raju y Komaram Bheem. El Tribunal Superior anuló la petición en marzo y observó que la película no empañaba la reputación de dos revolucionarios como se afirmaba.
Tras la reacción violenta de la industria cinematográfica y política después de reducir los precios de las entradas el año pasado, el primer ministro de Andhra Pradesh, YS Jagan Mohan Reddy, emitió un aumento en el precio de las entradas en Andhra Pradesh a mediados de marzo de 2022. Según el ministro de Cinematografía, Perni Venkataramaiah, los cineastas recibieron la aprobación del gobierno para aumentar los precios de las entradas en ₹75 rupias durante los primeros diez días posteriores al estreno de la película el 25 de marzo.
RRR se convirtió en la primera película que se proyectó en Jammu y Cachemira, después de la reapertura de las salas de cine en septiembre de 2022, que se cerraron en la década de 1990 tras la propagación del terrorismo y otros incidentes. La película está programada para estrenarse el 21 de octubre de 2022 en Japón en idioma japonés.

### Proyecciones y estadísticas
En noviembre de 2021, The Times of India informó que RRR se estrenaría en más de 10.000 pantallas en todo el mundo, «la más alta para una película india». En India, se estimó que la película se mostraría en más de 2300 pantallas, y la versión en télugu se estrenó en más de 1000 pantallas. Se informó que la versión hindi se mostró en más de 793 pantallas y la versión tamil en más de 291 pantallas. Las versiones dobladas en canarés y malabar estaban programadas para 66 y 62 pantallas, respectivamente. La película estaba programada para mostrarse en más de 1000 pantallas en el Reino Unido, incluido BFI IMAX, la pantalla de cine más grande del Reino Unido. La película estaba programada para proyectarse en más de 1150 ubicaciones en los Estados Unidos en alrededor de 3000 cines y 1000 multicines en todo el país, lo que se afirmó que era un récord para una película india.
La película estaba planeada para estrenarse en IMAX, 3D y Dolby Cinema. Según fuentes comerciales, la película se proyectará en más de 21 pantallas IMAX en India y en más de 100 cines IMAX en el extranjero, una novedad para una película india. RRR es también la primera película india que se estrena en Dolby Cinema en cines extranjeros. Sarigama Cinemas, que distribuyó la película en los Estados Unidos, planeó el estreno de la película en DCP de resolución de gran formato en Cinemark, también una novedad para una película india
El 1 de junio de 2022, RRR se proyectó en más de 100 cines de los Estados Unidos para un evento de una noche llamado «#encoRRRe». La película fue relanzada por Variance Films y Potentate Films, en asociación con sus distribuidores originales: Sarigama Cinemas y Rafter Creations. En declaraciones a Deadline Hollywood, Dylan Marchetti de Variance Films dijo que «con más de 250 películas que salen de la India anualmente, RRR podría ser una droga de entrada». En su reseña de la película Jason Shawhan de Nashville Scene escribió sobre el evento que «el bis a nivel nacional de RRR es que el público estadounidense alcanza con los brazos abiertos algo tan emocionante y entretenido tan sólido como una roca que su éxito ya sucedió sin que los medios tradicionales insulares siquiera mencionaran eso. Esto no es Estados Unidos sumergiendo un dedo del pie en el cine indio, es una vuelta de la victoria». Después de la proyección, una parte de la audiencia percibió que los personajes Raju y Bheem eran una pareja homosexual.
En junio de 2022, Prince Charles Cinema, con sede en Londres, anunció que relanzará la película a pedido popular los días 3, 5 y 29 de julio y 8 de agosto de 2022. RRR se proyectará en el TCL Chinese Theatre el 30 de septiembre de 2022 en IMAX como parte del programa «From Tollywood to Hollywood: The Spectacle & Majesty of SS Rajamouli» del 10th Beyond Festival organizado por American Cinematheque en asociación con IMAX, Variance Films, Potentate Films y el Festival de Cine Indio de Los Ángeles.

### Distribución
Originalmente, la película obtuvo una ganancia previa al lanzamiento de ₹400 millones de rupias, pero el acuerdo de prelanzamiento revisado se reveló más tarde en ₹890 millones de rupias ($110 millones), la más alta para cualquier película india hasta la fecha. Se informó que los derechos teatrales nacionales en las regiones de Andhra Pradesh y Telangana eran inferiores a ₹165 de rupias ($21 millones). Lyca Productions adquirió los derechos de distribución cinematográfica de la película de Tamil Nadu por ₹48 millones de rupias ($6.0 millones). Al mes siguiente, Pen Studios adquirió los derechos teatrales para el norte de la India bajo el lema Pen Marudhar Entertainment, además de los derechos electrónicos, satelitales y digitales para todas las versiones lingüísticas. Se informó que el acuerdo por los derechos de estreno en cines del norte de la India era inferior a ₹de rupias  .  Los derechos teatrales de Kerala fueron adquiridos por Shibu Thameens, con Riya Shibu presentando la película bajo la bandera de HR Studios. Thameens compró los derechos de distribución de la película por ₹15 millones de rupias. KVN Entertainment compró los derechos teatrales de Karnataka por ₹45 millones de rupias. Los derechos teatrales del mundo árabe se vendieron a Phars Films por ₹70 millones de rupias. Dreamz Entertainment distribuyó la película en Reino Unido e Irlanda. La distribuidora de películas de Shreyas Media Group, Good Cinema Group, ha adquirido los derechos de distribución para todo el continente africano.

### Medios domésticos
En mayo de 2021, Pen Studios anunció que ZEE5 adquiere los derechos digitales de la película para las versiones en télugu, tamil, malabar y canarés, mientras que Netflix adquiere las versiones en hindi, inglés, portugués, coreano, turco y español. Zee Network adquirió los derechos de satélite de la versión en hindi y Star India Network adquirió los derechos de satélite de las versiones en télugu, tamil, malabar y canarés de la película. Se informó que el acuerdo combinado de transmisión posterior al cine y derechos satelitales estaba en la región de ₹325 millones de rupias. La película comenzó a transmitirse en ZEE5 a partir del 20 de mayo de 2022 en los idiomas télugu, tamil, malabar y canarés, mientras que la versión en hindi se estrenó el mismo día en Netflix. La película también comenzó a transmitirse a través de Disney + Hotstar el 26 de julio de 2022 en los idiomas télugu, tamil, malabar y canarés.
La versión original en idioma telugu de la película se estrenó en televisión el 14 de agosto de 2022 en Star Maa, y registró un punto de audiencia televisiva de 19,62 según Broadcast Audience Research Council, convirtiéndose en la undécima película más vista. El mismo día, se estrenó en Asianet la versión en malabar. A diferencia de la versión telugu, la versión doblada al malabar registró una calificación TRP de 13,70, que se considera una de las películas más vistas en la televisión malabar. También es la segunda película doblada al télugu en malabar más vista en la televisión malabar, detrás de Baahubali 2: The Conclusion. La versión en hindi se estrenó en Zee Cinema UK el 13 de agosto de 2022 en el Reino Unido, mientras que en India se estrenó el 14 de agosto de 2022 en Zee Cinema. La versión en idioma kannada se estrenó en Star Suvarna el 21 de agosto de 2022. La versión hindi se transmitió nuevamente en Zee Telugu el 11 de septiembre de 2022.

## Recepción de la crítica
RRR se abrió a la aclamación universal de los críticos indios y occidentales. El elogio fue por su guion y dirección de Rajamouli, las grandilocuentes secuencias de acción, la caracterización, las actuaciones de sus protagonistas y los números musicales. En el sitio web de agregador de reseñas Rotten Tomatoes dice: «Intoxicantemente exagerado, RRR hace todo lo posible para aprovechar al máximo su tiempo de ejecución de 187 minutos». Metacritic, que utiliza un promedio ponderado, asignó a la película una puntuación de 83 sobre 100, basada en 15 críticos, lo que indica «aclamación universal». En junio de 2022, la película ocupó el puesto 86 a nivel mundial en la lista de «Las 100 mejores películas de 3 horas o más» de Rotten Tomatoes, lo que la convierte en la tercera película india en estar en la lista después de Lagaan (12) y Gangs of Wasseypur (66). USA Today clasificó la película en el puesto número 1 en su lista de «Mejores películas de 2022 hasta ahora» en junio del mismo año.

### India
Taran Adarsh de Bollywood Hungama le dio a la película una calificación de 4/5 y calificó a RRR como un artista sólido que «no te inquieta, a pesar de un tiempo de ejecución de maratón. El guion está maravillosamente construido, los giros y vueltas llaman la atención y los episodios morderse las uñas, así como la acción magníficamente ejecutada». Roktim Rajpal de Deccan Herald le dio a la película una calificación de 4/5 y escribió: «El clímax lleno de acción vuelve a tocar las notas correctas mientras las imágenes hablan, el sello distintivo de una buena narración». Neeshita Nyayapati de The Times of India le dio a la película una calificación de 3.5/5 y escribió: «RRR no es la perfección de ninguna manera (a pesar de los mejores esfuerzos de Rajamouli) porque después de la forma en que logra ciertas escenas, uno se pregunta si podría haber hecho un mejor trabajo en algunos otros. Pero mira este este fin de semana si has estado deseando un buen drama lleno de acción».
Himesh Mankad de Pinkvilla le dio a la película una calificación de 3.5/5 y escribió «RRR tiene las mejores secuencias de acción para ofrecer en una película india con un bloque de intervalos inimaginable y un final emocionante». Janani K de India Today le dio a la película una calificación de 3.5/5 y escribió «RRR es una película excelente con actuaciones brillantes y escenarios increíbles». Un crítico de Deccan Chronicle le dio a la película una calificación de 3.5/5 y escribió «RRR es una película fantástica destinada a la pantalla grande». Latha Srinivasan de Firstpost le dio a la película una calificación de 3.5/5 y escribió: «La amistad y la camaradería fuera de la pantalla de Ram Charan y Jr NTR se filtran en sus actuaciones en pantalla, y la transformación orgánica de extraños a hermanos de armas se ha capturado maravillosamente». Sowmya Rajendran de The News Minute le dio a la película una calificación de 3.5/5 y escribió «RRR es el tipo de regalo visual que hará que la gente regrese a los cines». Bharathi Pradhan de Lehren le dio a la película una calificación de 3.5 / 5 y escribió «SSR rescata su aventura con una mezcla heterogénea de piezas de acción hábilmente coreografiadas, filmadas e interpretadas que te hacen animar con entusiasmo, el aburrimiento temporal pronto se olvida».
Shubhra Gupta de The Indian Express le dio a la película una calificación de 3.5/5 y escribió: «La película presenta no solo a una superestrella, sino a dos: Jr NTR y Ram Charan. La superestrella más grande entre todas ellas es SS Rajamouli y la audiencia también le guardó los 'taalis' (aplausos) más ruidosos». Prateek Sur de Outlook India le dio a la película una calificación de 3.5/5 y escribió «La gran representación de la película es lo que la convierte en una visita obligada». Stutee Ghosh de The Quint le dio a la película una calificación de 3/5 y escribió: «Partes de RRR parecen ridículas y reductivas, también es absolutamente deslumbrante y por eso merece ser vista y disfrutada». Rahul Devulapalli de The Week le dio a la película una calificación de 3/5 y escribió «Secuencias de acción visualmente impresionantes, se destacan movimientos de baile excepcionalmente sincronizados».
Saibal Chatterjee de NDTV le dio a la película una calificación de 2/5 y escribió: «La película suena hueca porque nunca se detiene para respirar y no otorga a sus dos protagonistas masculinos nada parecido a las cualidades humanas reconocibles, aunque insisten constantemente en el amor y el anhelo». Sukanya Verna de Rediff le dio a la película una calificación de 2/5 y escribió: «Una gran cantidad de sangre, golpes, llantos, ahorros, sacrificios, nacionalismo llena sus asombrosas tres horas de duración. Las emociones corren por las nubes, pero no sientes nada».

### Internacional
Llamando a RRR «más grande que Ben-Hur», Stephanie Bunbury de Deadline Hollywood escribió: «RRR es una acción crescendo tras otra, nunca aburrida pero tampoco agotadora». En su reseña de Polygon, Katie Rife declaró: «RRR es una película ajetreada, llena de trabajo de cámara cinético, escenas de multitudes bulliciosas, escenografía elaborada, CGI de aspecto costoso y efectos de sonido fuertes». Siddhant Adlakha de IndieWire elogió el trabajo de Rajamouli, la música de MM Keeravani y las actuaciones de los actores principales. Además, escribió que RRR eclipsa incluso a la empresa anterior del director, Baahubali.
Al revisar la película para The Austin Chronicle, Josh Hurtado llamó a RRR un «nirvana de acción bromántica». Hurtado afirmó que Rajamouli convirtió una «fantasía patriótica» en una «realidad increíblemente entretenida para los fanáticos de la gran acción, las grandes emociones y las grandes risas». Joe Leydon, en su reseña para Variety, sintió que RRR era «una épica de acción y aventuras más grande que la vida y más audaz que la corriente principal». Nicolas Rapold de The New York Times declaró: «Rajamouli filma la acción de la película con un fervor alucinógeno, sobrealimentando escenas con una marca brillante de cámara lenta extendida y CGI que se siente menos "generado" que desatado». Tara Judah Screen International escribió que RRR era «grande, audaz y rimbombante», sintiendo que la película era «entretenimiento de pantalla grande en su mejor momento». Escribiendo para Rolling Stone, David Fear citó la película como «la mejor y más revolucionaria de 2022». Además, escribió que «RRR se trata de las películas: la emoción de ver historias contadas a niveles más grandes que la vida, la alegría de ver las estrellas chocar, el esfuerzo de representar lujosas mitologías en el equivalente digital de 24 fotogramas por segundo, la sensación de ver el movimiento manufacturado a través de efectos especiales alegremente conspicuos chocando contra un esfuerzo físico genuino». Elogiando el número de baile «Naatu Naatu», afirmó: «En serio, la secuencia de baile "Desi Naach" se siente como un número de Gene Kelly marcado a niveles sobrehumanos».
Llamándola una «película de rock de tíos», Hannah Kinney-Kobre del Pittsburgh City Paper comparó RRR con películas en inglés estadounidense y escribió que «las políticas que impulsan los éxitos de taquilla estadounidenses son tontas y/o incomprensibles; lo único que justifica sus tramas es la El énfasis del ejecutivo del estudio en la propiedad intelectual reconocible como una forma de aumentar los totales de taquilla. Si nuestro sistema solo puede producir películas que se niegan a aprovechar al máximo sus astronómicos presupuestos, ¿por qué no buscar en otra parte? RRR es un buen lugar para comenzar». Richard Brody de The New Yorker sintió que la película es «de atajos y elisiones no menos implacables que las de los vehículos de superhéroes o superestrellas estadounidenses, pero Rajamouli es un artista de un temperamento y talento distintivos». En una nota final, escribió además: «El poderoso sentido de virtud revolucionaria y propósito colectivo de la película cede ante el orgullo nacionalista que se baila y canta con alegría desinhibida». Jason Shawhan de Nashville Scene opinó que RRR, además de «ser una epopeya histórica, un drama político, un espectáculo de acción y una telenovela bromantic, es una película que se relaciona con la historia en sus propios términos. Este no es un caso de Tollywood apuntando a las billeteras occidentales». En su reseña de la película, David Sims de The Atlantic declaró: RRR «sirve como un recordatorio de cuánta acción moderna suele seguir una fórmula. Si el asombro se encuentra constantemente en la pantalla grande, entonces Hollywood tiene muchas lecciones nuevas que aprender de su mejor competidor». El guionista estadounidense C. Robert Cargill elogió la película y la calificó como «el éxito de taquilla más loco, más sincero y más extraño».
Al elogiar la dirección y las secuencias de acción de la película, Aparita Bhandari de The Globe and Mail opinó que oficiales del Raj británico se muestran como caricaturas, lo que no agrega profundidad a la narrativa. Hay muy poco desarrollo de personajes, o contexto social o histórico. Además, escribió: «Los personajes femeninos apenas tienen un papel que desempeñar, a pesar de que una de las principales actrices del cine indio, Alia Bhatt, interpreta a la prometida de Raju». Chase Hutchinson de Collider declaró: «Un viaje implacable de una película que hace que los éxitos de taquilla como Top Gun: Maverick parezcan un juego de niños y deja todo lo que sucede en Jurassic World Dominion en su polvo, la epopeya musical de acción de SS Rajamouli RRR es lo que el cine sólo puedo esperar aspirar». Al llamarla «la película más loca del año», Adam Graham de The Detroit News afirmó además que «la ruptura de RRR es significativa, sin embargo, y es el tipo de historia de éxito accesible y cruzada que atrae más ojos a diferentes culturas, estilos y voces. a traves del globo. Incluso su subtexto está ganando adeptos: el bromance sobrealimentado en el centro de la película ha sido celebrado por algunos que ven a Raju y Bheem como superhéroes homosexuales representando una historia de amor burbujeando justo debajo de la superficie de todas esas explosiones». En un artículo publicado por Screen Rant, Mark Donaldson escribió que «La representación en RRR del racismo y la opresión del colonialismo hace que sea una visualización vital para las audiencias occidentales que están interrogando los pasados coloniales problemáticos de sus propios países».
Un crítico que escribe para el periódico israelí Haaretz elogió el guion de Rajamouli y su visión para hacer la película. Además, compararon RRR con películas de Hollywood y opinaron que es realmente una «película entretenida». Comic Book Resources lo citó como el «mejor éxito de taquilla de 2022» y consideró que la película «brinda al público occidental la oportunidad de experimentar algo nuevo, lo mejor y más grande del cine indio». En un artículo publicado por The Irish Times, Donald Clarke afirmó que RRR es «uno de los fenómenos culturales imparables del año».
Los cineastas estadounidenses Scott Derrickson, James Gunn, y los hermanos Russo han elogiado la película, mientras que el director británico Edgar Wright la calificó como «una explosión absoluta».

## Taquilla
Se estima que RRR ha recaudado entre ₹1150 millones de rupias y ₹1200 millones de rupias en todo el mundo al final de su carrera. Durante su presentación en cines, RRR se convirtió en la tercera película india más taquillera, la segunda película más taquillera en India, la segunda película télugu más taquillera, y la más alta -película taquillera en Andhra Pradesh y Telangana, superando la película anterior de Rajamouli, Baahubali 2. KGF: Capítulo 2, que se lanzó tres semanas después, superó las cifras brutas de RRR en todo el mundo y en India. A 2022  de mayo del  28, News18 Telugu estimó que RRR recaudó más ₹ 1150 millones de rupias en todo el mundo, con alrededor ₹ 415 crore provenientes de los estados de Andhra Pradesh y Telangana. RRR recaudó  ₹83.40 millones de rupias de Karnataka, ₹77.25 millones de rupias de Tamil Nadu, ₹24.25 millones de rupias de Kerala, ₹326 millones de rupias del cinturón hindi, ₹18.2 millones de rupias del resto de la India y ₹209 millones de rupias del extranjero. El informe también calculó que la película acumuló a los distribuidores una participación de ₹613.06 millones de rupias en lugar del punto de equilibrio de ₹451 millones de rupias, obteniendo una ganancia de ₹160.06 millones de rupias de los ingresos teatrales.
Taran Adarsh informó que la película tuvo una recaudación mundial bruta de ₹223 millones de rupias en su día de apertura. The Times of India mencionó que la película recaudó ₹ 240 millones de rupias ($30 millones) en su día de estreno en todo el mundo, estableciendo el récord del primer día total más alto obtenido por una película india. Este récord lo ostentaba anteriormente Baahubali 2 de Rajamouli. Después de los dos días de ejecución, el total bruto mundial se situó en alrededor ₹370 millones de rupias ($46 millones).
En su primer fin de semana, recaudó entre ₹450 millones de rupias y ₹485 millones de rupias en todo el mundo, lo que lo convierte en el segundo mayor fin de semana de estreno para una película india después de Baahubali 2. RRR también se ubicó como el más taquillero en la taquilla mundial durante el fin de semana del 25 al 27 de marzo de 2022. Según datos de Screen Australia, la película recaudó 2,43 millones de dólares australianos en su semana de estreno de 133 centros. ABC Australia informó que es un gran debut en la taquilla australiana para una película india y una película en un idioma no inglés. RRR recaudó un neto de ₹74,5 millones de rupias, ligeramente inferior al récord posterior a la pandemia que ostentaba Sooryavanshi en el mercado cinematográfico hindi.
En su primera semana, RRR recaudó ₹710 millones de rupias ($89 millones) en todo el mundo, de los cuales ₹280 millones de rupias ($35 millones) se recauda en su territorio de origen de Andhra Pradesh y Telangana. La película recaudó ₹900 millones de rupias en todo el mundo en 10 días. El mismo día, la película entró en la zona de ganancias con una participación de los distribuidores de ₹497 millones de rupias ($62 millones) al alcanzar su punto de equilibrio de ₹453 millones de rupias ($57 millones). En 10 días, RRR se convirtió en la película más taquillera en su territorio natal de Andhra Pradesh y Telangana con una recaudación de más de ₹300 millones de rupias, superando a Baahubali 2. RRR también se convirtió en la primera película en recaudar una participación de distribuidor de más ₹100 millones de rupias ($13 millones) en el territorio de Nizam (Telangana). RRR recaudó más ₹200 millones de rupias en India en 13 días, haciendo la segunda película doblada en hacerlo después de Baahubali 2.
RRR alcanzó los ₹1,000 millones de rupias ($130 millones) marca bruta en 16 días de su ejecución, convirtiéndose en la tercera película india más taquillera después de Dangal y Baahubali 2. Durante este período, RRR recaudó ₹382 millones de rupias en Andhra Pradesh y Telangana. En los Estados Unidos, la película recaudó más de 13 millones de dólares, convirtiéndose en la segunda película india más taquillera en los Estados Unidos después de Baahubali 2. RRR también emergió como la película india más taquillera en Australia con una recaudación de más de 3,36 millones de dólares australianos. El 22 de abril de 2022, la película recaudó 4,30 millones de dólares estadounidenses y 2,30 millones de dólares estadounidenses en Oriente Medio y Europa (incluido el Reino Unido). RRR también tiene el récord de la recaudación más alta en una sola pantalla para cualquier película en telugu, recaudando más ₹5 millones de rupias en Sudarshan 35mm, Hyderabad. A mediados de mayo de 2022, Los Angeles Times informó que la película recaudó 14,5 millones de dólares en los Estados Unidos. Por lo tanto, lo que la convierte en la 31.ª película más taquillera del año en los Estados Unidos. En el primer fin de semana, la película debutó en el número 2 en la taquilla del Reino Unido con una recaudación total de 650 204 libras esterlinas.
En un artículo publicado por Gulf News a principios de abril de 2022, se informó que la película recaudó un total bruto de 4,3 millones de dólares estadounidenses en Oriente Medio durante los 10 días de su presentación en salas, incluidos 2568 millones de dólares estadounidenses (9,5 millones de dirhams) de Emiratos Árabes Unidos, US$500.000 de Catar, US$378.468 de Kuwait y US$290.118 de Arabia Saudita. También se informó que la película registró 230.676 entradas en el mismo período.

## Premios y nominaciones
| Premio                                                | Fecha de la ceremonia   | Categoría                                                            | Destinatarios                                        | Resultado    | Ref.            |
| ----------------------------------------------------- | ----------------------- | -------------------------------------------------------------------- | ---------------------------------------------------- | ------------ | --------------- |
| Alliance of Women Film Journalists                    | 5 de enero de 2023      | Mejor película de habla no inglesa                                   | RRR                                                  | Ganador      | [ 375 ]         |
| Atlanta Film Critics Circle                           | 5 de diciembre de 2022  | Mejor película internacional                                         | RRR                                                  | Ganadora     | [ 376 ] [ 377 ] |
| Atlanta Film Critics Circle                           | 5 de diciembre de 2022  | Top 10 Películas                                                     | RRR                                                  | Quinto lugar | [ 376 ] [ 377 ] |
| Asociación de Críticos de Cine de Austin              | 10 de enero de 2023     | Mejor director                                                       | S. S. Rajamouli                                      | Pendiente    | [ 378 ]         |
| Asociación de Críticos de Cine de Austin              | 10 de enero de 2023     | Mejor película internacional                                         | RRR                                                  | Pendiente    | [ 378 ]         |
| Asociación de Críticos de Cine de Austin              | 10 de enero de 2023     | Mejor montaje                                                        | A. Sreekar Prasad                                    | Pendiente    | [ 378 ]         |
| Asociación de Críticos de Cine de Austin              | 10 de enero de 2023     | Mejor banda sonora                                                   | M. M. Keeravani                                      | Pendiente    | [ 378 ]         |
| Asociación de Críticos de Cine de Austin              | 10 de enero de 2023     | Mejor coordinador de acrobacias                                      | Nick Powell                                          | Pendiente    | [ 378 ]         |
| Boston Society of Film Critics                        | 11 de diciembre de 2022 | Mejor banda sonora                                                   | M. M. Keeravani                                      | Ganador      | [ 379 ]         |
| Chicago Film Critics Association                      | 14 de diciembre de 2022 | Mejor director                                                       | S. S. Rajamouli                                      | Nominado     | [ 380 ]         |
| Chicago Film Critics Association                      | 14 de diciembre de 2022 | Mejor banda sonora                                                   | M. M. Keeravani                                      | Nominado     | [ 380 ]         |
| Chicago Film Critics Association                      | 14 de diciembre de 2022 | Mejor película extranjera                                            | RRR                                                  | Nominada     | [ 380 ]         |
| Chicago Film Critics Association                      | 14 de diciembre de 2022 | Mejor uso de efectos visuales                                        | RRR                                                  | Nominada     | [ 380 ]         |
| CNN-News18 Indian of the Year                         | 12 de octubre de 2022   | Entretenimineto                                                      | Team RRR                                             | Nominado     | [ 381 ]         |
| Premios de la Crítica Cinematográfica                 | 15 de enero de 2023     | Mejor película                                                       | RRR                                                  | Nominada     | [ 382 ]         |
| Premios de la Crítica Cinematográfica                 | 15 de enero de 2023     | Mejor director                                                       | S. S. Rajamouli                                      | Nominada     | [ 382 ]         |
| Premios de la Crítica Cinematográfica                 | 15 de enero de 2023     | Mejor canción                                                        | «Naatu Naatu»                                        | Ganadora     | [ 382 ]         |
| Premios de la Crítica Cinematográfica                 | 15 de enero de 2023     | Mejores efectos visuales                                             | RRR                                                  | Nominada     | [ 382 ]         |
| Premios de la Crítica Cinematográfica                 | 15 de enero de 2023     | Mejor película de habla no inglesa                                   | RRR                                                  | Ganadora     | [ 382 ]         |
| Florida Film Critics Circle                           | 22 de diciembre de 2022 | Mejor película en lengua extranjera                                  | RRR                                                  | Nominada     | [ 383 ]         |
| Florida Film Critics Circle                           | 22 de diciembre de 2022 | Mejor dirección de arte/diseño de producción                         | RRR                                                  | Nominada     | [ 383 ]         |
| Premios Globo de Oro                                  | 10 de enero de 2023     | Mejor canción original                                               | M. M. Keeravani y Chandrabose («Naatu Naatu»)        | Ganadora     | [ 384 ]         |
| Premios Globo de Oro                                  | 10 de enero de 2023     | Mejor película en lengua no inglesa                                  | RRR                                                  | Nominada     | [ 384 ]         |
| Premios de la Asociación de Críticos de Hollywood     | 24 de febrero de 2023   | Mejor película                                                       | RRR                                                  | Pendiente    | [ 385 ]         |
| Premios de la Asociación de Críticos de Hollywood     | 24 de febrero de 2023   | Mejor director                                                       | S.S. Rajamouli                                       | Pendiente    | [ 385 ]         |
| Premios de la Asociación de Críticos de Hollywood     | 24 de febrero de 2023   | Mejor película de acción                                             | RRR                                                  | Pendiente    | [ 385 ]         |
| Premios de la Asociación de Críticos de Hollywood     | 24 de febrero de 2023   | Mejor película internacional                                         | RRR                                                  | Pendiente    | [ 385 ]         |
| Premios de la Asociación de Críticos de Hollywood     | 24 de febrero de 2023   | Premio Spotlight                                                     | Cast of RRR                                          | Pendiente    | [ 385 ]         |
| Hollywood Critics Association Creative Arts Awards    | 17 de febrero de 2023   | Best Editing                                                         | A. Sreekar Prasad                                    | Pendiente    |                 |
| Hollywood Critics Association Creative Arts Awards    | 17 de febrero de 2023   | Mejor canción original                                               | «Naatu Naatu» – Rahul Sipligunj y Kaala Bhairava     | Pendiente    |                 |
| Hollywood Critics Association Creative Arts Awards    | 17 de febrero de 2023   | Best Stunts                                                          | RRR                                                  | Pendiente    |                 |
| Hollywood Critics Association Creative Arts Awards    | 17 de febrero de 2023   | Mejores efectos visuales                                             | V. Srinivas Mohan                                    | Pendiente    |                 |
| Hollywood Critics Association Midseason Film Awards   | 1 de julio de 2022      | Mejor película                                                       | DVV Entertainment                                    | Finalista    | [ 386 ]         |
| Hollywood Music in Media Awards                       | 16 de noviembre de 2022 | Mejor banda sonora en una película independiente (lengua extranjera) | M. M. Keeravani                                      | Nominado     | [ 387 ]         |
| Hollywood Music in Media Awards                       | 16 de noviembre de 2022 | Mejor canción interpretada en pantalla                               | Rahul Sipligunj y Kaala Bhairava («Naatu Naatu»)     | Nominados    | [ 387 ]         |
| Las Vegas Film Critics Society Awards                 | 12 de diciembre de 2022 | Mejor película en lengua extranjera                                  | RRR                                                  | Nominada     | [ 388 ]         |
| Las Vegas Film Critics Society Awards                 | 12 de diciembre de 2022 | Mejor canción original                                               | «Naatu Naatu»                                        | Nominada     | [ 388 ]         |
| Las Vegas Film Critics Society Awards                 | 12 de diciembre de 2022 | Mejor fotografía                                                     | K. K. Senthil Kumar                                  | Nominado     | [ 388 ]         |
| London Film Critics' Circle                           | 5 de febrero de 2023    | Mejor película en lengua extranjera                                  | RRR                                                  | Pendiente    | [ 389 ]         |
| London Film Critics' Circle                           | 5 de febrero de 2023    | Premio a logros técnicos                                             | Nick Powell                                          | Pendiente    | [ 389 ]         |
| Asociación de Críticos de Cine de Los Ángeles         | 11 de diciembre de 2022 | Mejor director                                                       | S. S. Rajamouli                                      | Finalista    | [ 390 ]         |
| Asociación de Críticos de Cine de Los Ángeles         | 11 de diciembre de 2022 | Mejor película                                                       | M. M. Keeravani                                      | Ganador      | [ 390 ]         |
| National Board of Review                              | 8 de diciembre de 2022  | Top 10 Películas más Destacadas                                      | RRR                                                  | Ganadora     | [ 391 ]         |
| Premios del Círculo de Críticos de Cine de Nueva York | 4 de diciembre de 2022  | Mejor director                                                       | S. S. Rajamouli                                      | Ganador      | [ 392 ]         |
| Críticos de Cine de Nueva York en Línea               | 11 de diciembre de 2022 | Top 10 Películas                                                     | RRR                                                  | Ganadora     | [ 393 ]         |
| San Diego Film Critics Society                        | 6 de enero de 2023      | Mejor película internacional                                         | RRR                                                  | Pendiente    | [ 394 ]         |
| Premios Satellite                                     | 11 de febrero de 2023   | Mejor película - Comedia o musical                                   | RRR                                                  | Pendiente    | [ 395 ]         |
| Premios Satellite                                     | 11 de febrero de 2023   | Mejor dirección de arte y diseño de producción                       | Sabu Cyril                                           | Pendiente    | [ 395 ]         |
| Premios Satellite                                     | 11 de febrero de 2023   | Mejor canción original                                               | «Naatu Naatu»                                        | Pendiente    | [ 395 ]         |
| Premios Satellite                                     | 11 de febrero de 2023   | Mejor sonido                                                         | Raghunath Kemisetty, Boloy Kumar Doloi & Rahul Karpe | Pendiente    | [ 395 ]         |
| Premios Satellite                                     | 11 de febrero de 2023   | Mejores efectos visuales                                             | V. Srinivas Mohan                                    | Pendiente    | [ 395 ]         |
| Premios Saturn                                        | 25 de octubre de 2022   | Mejor película internacional                                         | DVV Entertainment                                    | Ganadora     | [ 396 ]         |
| Premios Saturn                                        | 25 de octubre de 2022   | Mejor película de acción o aventuras                                 | DVV Entertainment                                    | Nominada     | [ 396 ]         |
| Premios Saturn                                        | 25 de octubre de 2022   | Mejor director                                                       | S. S. Rajamouli                                      | Nominada     | [ 396 ]         |
| Southeastern Film Critics Association                 | 12 de diciembre de 2022 | Mejor película en lengua extranjera                                  | RRR                                                  | Ganadora     | [ 397 ]         |
| Southeastern Film Critics Association                 | 12 de diciembre de 2022 | Top 10 Películas                                                     | RRR                                                  | Ganadora     | [ 397 ]         |
| Asociación de Críticos de Cine de San Luis            | 18 de diciembre de 2022 | Mejor película de acción                                             | RRR                                                  | Nominada     | [ 398 ]         |
| Asociación de Críticos de Cine de San Luis            | 18 de diciembre de 2022 | Mejor película internacional                                         | RRR                                                  | Nominada     | [ 398 ]         |
| Asociación de Críticos de Cine de San Luis            | 18 de diciembre de 2022 | Mejores efectos visuales                                             | V. Srinivas Mohan                                    | Nominado     | [ 398 ]         |
| Asociación de Críticos de Cine de San Luis            | 18 de diciembre de 2022 | Mejor escena                                                         | «Escape de prisión de Piggyback»                     | Nominada     | [ 398 ]         |
| Asociación de Críticos de Cine de Utah                | 17 de diciembre de 2022 | Mejor director                                                       | S. S. Rajamouli                                      | Finalista    | [ 399 ]         |
| Asociación de Críticos de Cine de Utah                | 17 de diciembre de 2022 | Mejor película de habla no inglesa                                   | RRR                                                  | Ganadora     | [ 399 ]         |
| Washington D. C. Area Film Critics Association        | 12 de diciembre de 2022 | Mejor película internacional/en lengua extranjera                    | RRR                                                  | Nominada     | [ 400 ]         |

## Futuro
Antes del estreno de la película, Rajamouli dijo que no tenía intenciones de hacer una secuela de RRR ni de convertirla en una franquicia. Sin embargo, el escritor Vijayendra Prasad dijo que «comenzaron a explorar la idea de una secuela y esperan que suceda más adelante». Hablando con Variety, Rama Rao expresó su esperanza de que el mundo de RRR continúe como una franquicia.